# Home de Talteüll
L'expressió «humà de Talteüll» designa un conjunt de fòssils d'homínids que daten de fa uns 450.000 anys trobats a la cova de l'Aragó, a la comuna nord-catalana de Talteüll, a la comarca del Rosselló, per l'equip de Henry de Lumley.

## Interpretació filogenètica
Aquestes restes són objecte d'interpretacions filogenètiques diferents segons els autors:
- Per a alguns, entre ells l'equip de descobridors, corresponen a una forma europea d'Homo erectus per a la qual es proposà inicialment el nom d'Homo erectus tautavelensis. En aquest cas, serien anteriors a l'Homo neanderthalensis sobre el sòl europeu, però no necessàriament els seus avantpassats.
- Per a uns altres, es tractaria de preneandertals, avantpassats directes de l'humà de Neandertal. Es consideren en tal cas com a representants de l'espècie Homo heidelbergensis.

## Canibalisme

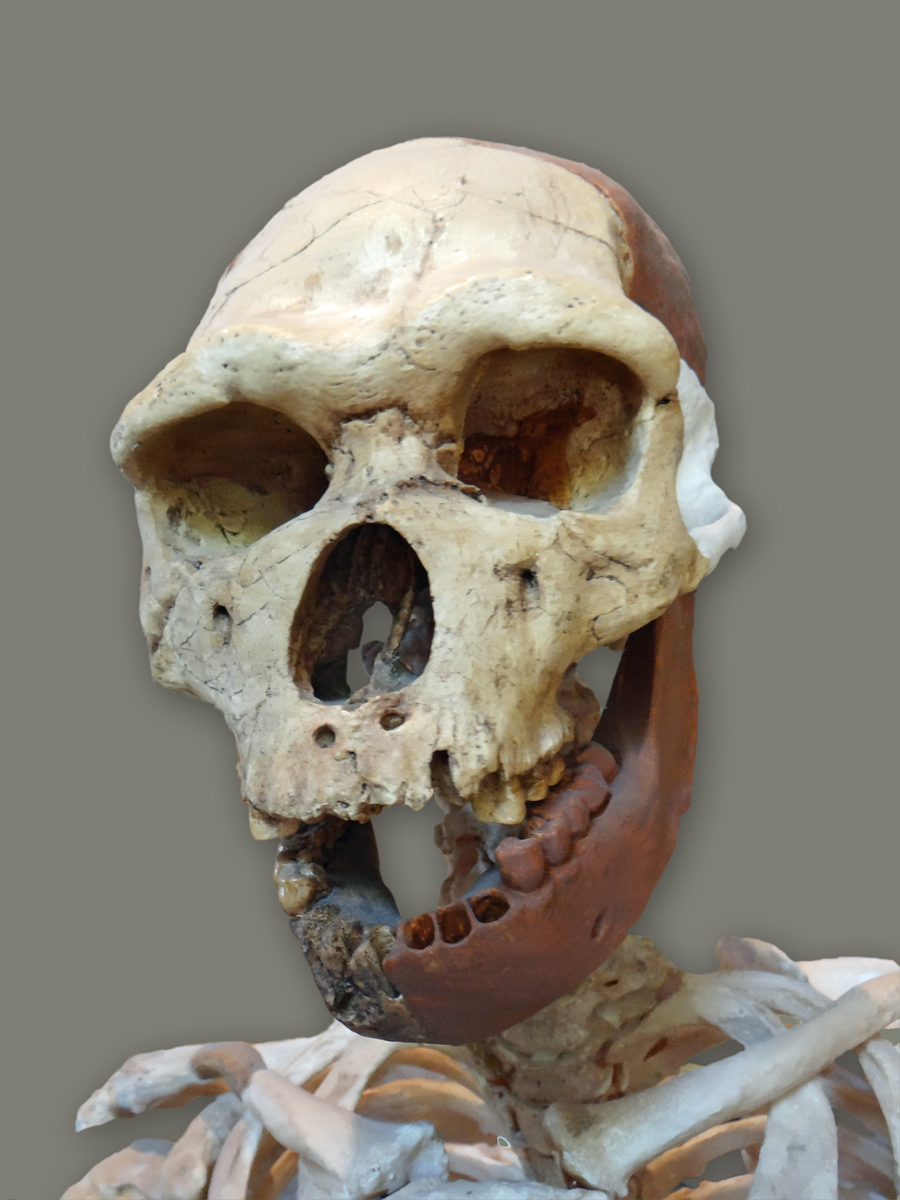
L'home de Talteüll, reconstruït

Es creu que va ser devorat per membres de la seva mateixa espècie. Fins i tot, existeixen proves evidents que el seu crani va ser fracturat per tal d'extreure-li el cervell, és a dir, va ser canibalitzat, tal vegada en una mena de ritual funerari.
Era un gran caçador: a la Cauna de l'Aragó s'han trobat abundants restes d'animals, sobretot de prat: cavalls de Mosbach, bisons, rinoceronts, furons; i de bosc: daines, cérvols, etc., dieta que complementava també amb alguns ocells i fins i tot herbívors de força volum que baixava a caçar a les terrasses planes de prop dels rius, i grans carnívors com l'os de Deninger, el lleó de les cavernes, panteres, linxs... També s'alimentava de fruita seca, cosa que li era molt beneficiosa per l'aportació de calci en la seva dieta habitual. Els aliments d'origen animal eren la font que tenien més a l'abast per a obtenir proteïnes i calories en grans quantitats. És important assenyalar, tot i les dificultats que, per raons diverses, els homínids del Plistocè poguessin tenir per a trobar aliment, els diferents estudis fets en els fòssils trobats indiquen que els heidelberguensis no patien desnutrició, i que eren més vegetarians que carnívors.
L'examen de la cara interna del frontal informa del seu grau de desenvolupament cerebral; el centre de Broca, un lòbul de la primera circumval·lació cerebral, que es reconeix com a centre del llenguatge, està tan desenvolupat en l'ésser humà de Talteüll com en l'ésser humà actual, cosa que permet deduir que era capaç d'articular el llenguatge.